# Зарлхузен
Зарлхузен (њем. Sarlhusen) општина је у њемачкој савезној држави Шлезвиг-Холштајн. Једно је од 112 општинских средишта округа Штајнбург. Према процјени из 2010. у општини је живјело 494 становника. Посједује регионалну шифру (AGS) 1061096, NUTS (DEF0E) и LOCODE (DE SRU) код.

## Географски и демографски подаци
Зарлхузен се налази у савезној држави Шлезвиг-Холштајн у округу Штајнбург. Општина се налази на надморској висини од 14 метара. Површина општине износи 10,9 km². У самом мјесту је, према процјени из 2010. године, живјело 494 становника. Просјечна густина становништва износи 45 становника/km².